# Permelille
Permelille er en by på Samsø i Kattegat.
I 1400-tallet flyttede nogle bønder fra nabobyen Pillemark og grundlagde det oprindelige "Pellemarkælille". Landsbyen Permelille er den højest beliggende by på Samsø.
Byen er et populært turistmål for øens gæster. Fra hovedvejen ses tydeligt øens eneste vandtårn, Permelille Vandtårn, der er fra 1927. Ved Svanegården ligger den store mindesten, som er danefæ. Her boede gårdmand Jens Søren Jensen, som var en af foregangsmændene for Samsø Landboforening. Fra gammel tid er byen opdelt med de store gårde på den ene side af vejen og de mindre husmandssteder på den anden. I den sydlige ende af byen fines en restaureret bygning med navnet "Slottet". Den fungerede i de tidligere tider som fattighus for øens såkaldte fattiglemmer.
|  | Denne artikel om lokaliteten Permelille kan blive bedre, hvis der indsættes et (bedre) billede. Du kan hjælpe ved at afsøge Wikimedia Commons for et passende billede eller lægge et op på Wikimedia Commons med en af de tilladte licenser og indsætte det i artiklen. |

55°48′29″N 10°34′52″Ø / 55.8081°N 10.5811°Ø